# هيدويغ برينغشيم
هيدويغ برينغشيم (اسمها عند الولادة غيرترود هيدويغ آنا دوم؛ ١٣ يوليو ١٨٥٥ - ٢٧ يوليو ١٩٤٢) كانت ممثلة ألمانية. وُلدت في برلين، وهي ابنة إرنست دوم وهيدويغ دوم-شله، وهما يهوديان اعتنقا المسيحية. وقد تزوجت بألفريد برينغشيم، وأنجبا خمسة أبناء: إريك برينغشيم، وبيتر برينغشيم، وهاينز برينغشيم، وكلاوس برينغشيم الأب، وكاتيا برينغشيم التي تزوجت بتوماس مان. وتوفيت برينغشيم في زيورخ عن عمر يناهز ٨٧ عامًا.